# Hillerød
Hillerød este un oraș în Danemarca.

## Personalități născute aici
- Hans Ole Brasen (1849 - 1930), pictor.